# Posavina
För andra betydelser, se Posavina (olika betydelser).

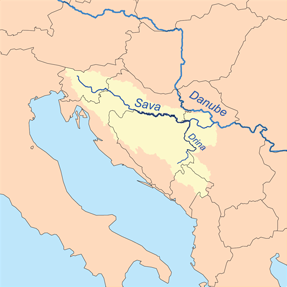
Savas avrinningsområde. Området närmast floden utgör Posavina

Posavina (slovenska: Posavina eller Posavje, kroatiska: Posavina eller Posavlje, bosniska: Posavina serbiska: Посавина/Posavina), är en region och en dalgång längs floden Sava i Slovenien, Kroatien, Bosnien och Hercegovina och Serbien. Posavina är även namnet för två län (kroatiska: županija, bosniska: kanton), varav ett i Kroatien och ett i Bosnien-Hercegovina.

## Större orter i Posavina

### Slovenien
- Jesenice
- Kranj
- Ljubljana
- Brežice

### Kroatien
- Zaprešić
- Samobor
- Zagreb
- Dugo Selo
- Ivanić-Grad
- Sisak
- Novska
- Nova Gradiška
- Slavonski Brod
- Županja

### Bosnien-Hercegovina
- Derventa
- Orašje
- Brčko
- Gradiška
- Bosanski Brod
- Šamac
- Odžak

### Serbien
- Sremska Mitrovica
- Šabac
- Obrenovac
- Belgrad